# Harold Alexander, 1:e earl Alexander av Tunis
Harold Alexander, 1:e earl Alexander av Tunis, född 10 december 1891 i London, död 16 juni 1969 i Slough, Berkshire, var en brittisk militär.

## Biografi

### Första världskriget och mellankrigstiden
Alexander tillträdde sin första tjänst som officer 1911 i Irish Guards. Under första världskriget stred han på västfronten och blev under striderna sårad två gånger. I krigets slutskede var han tillförordnad (acting) överstelöjtnant.
Efter krigets slut tjänstgjorde han framför allt i andra länder och ledde bl.a. ”Baltiska lantvärnet” i Lettland under det ryska inbördeskriget. Han tjänstgjorde därefter i Turkiet och i Gibraltar innan han återvände till England där han blev lärare vid stabsskolan i Camberley. I oktober 1934 blev han brigadchef (eng. brigadier). Denna grad mellan överste och generalmajor inom den brittiska armén är inte en generalsgrad.

### Andra världskrigets inledning
Den 16 oktober 1937 befordrades Alexander till generalmajor, inträdde därefter i tjänst vid Brittiska expeditionskåren, British Expeditionary Force, och var chef för brittiska 1:a divisionen till slutet av maj 1940. I samband med evakueringen från Dunkerque övervakade han verksamheten. Efter detta blev Alexander chef för I Corps fram till december 1940 och befordrades till generallöjtnant. I januari 1942 befordrades Alexander till general och förflyttades i mars samma år till Burma som chef för de allierade styrkorna. Japans stridskrafter var dock övermäktiga och de allierade styrkorna tvingades retirera till Indien. Alexander utsågs i augusti 1942 till befälhavare över de allierade styrkorna i Mellanöstern.

### Nordafrika och Italien
I augusti 1942 beslutade Winston Churchill att Alexander skulle sändas till Nordafrika tillsammans med Bernard Montgomery för att avlösa general Claude Auchinleck. Alexander blev i februari 1943 under den amerikanske generalen Eisenhower ställföreträdande chef för de allierades styrkor i medelhavsområdet samt chef för 18:e armégruppen. Han var alltså Montgomerys överordnade vid striderna i Afrika. De båda kom väl överens och löste sina uppgifter så att den tyska Afrikakåren 13 maj 1943 kapitulerade för de då samverkande trupperna från ökenkriget och de senare anlända efter Operation Torch. Den tyske befälhavaren för Heeresgruppe Afrika generalöverste Hans-Jürgen von Arnim tillfångatogs 12 april men vägrade att ge sig på hela sin armégrupps vägnar då han inte hade kontakt med sina underlydande enheter. Dagen efter tvingades dock Giovanni Messe kapitulera med 1:a italienska armén och axelmakterna var därmed besegrade i Nordafrika.   
Alexander var sedan befälhavare för de allierades 15th Army Group som först intog Sicilien under juli och augusti 1943 och därefter erövrade den italienska halvön från september 1943 till hösten 1944. I januari 1944 blev Alexander allierad befälhavare i mellersta Medelhavsområdet och i december samma år högste befälhavare i hela Medelhavsområdet.

### Andra världskrigets avslutning
I december 1943 lämnade Eisenhower Italien för att bli högste befälhavare för de allierade styrkorna i Västeuropa (Supreme Commander Allied Expeditionary Force (SCAEF)) och i Storbritannien förbereda invasionen i Frankrike, Operation Overlord. Eisenhowers första val för att leda trupperna i samband med Operation Overlord var Alexander. Från 7 december 1943 till 16 januari 1944 var Alexander Eisenhowers ställföreträdare. Winston Churchill beslutade emellertid att Alexander skulle fortsätta att leda striderna i Italien och Alexander intog Rom 4 juni 1944. Han fick så småningom också motta den tyska kapitulationen i Italien 29 april 1945. I december 1944 utnämndes Alexander till fältmarskalk, retroaktivt från 4 juni samma år.

### Efterkrigstiden
Alexander adlades 1942, blev 1946 viscount Alexander av Tunis och riddare av Strumpebandsorden. 1952 blev han earl Alexander av Tunis.
Under perioden 1946–1952 var Alexander den siste brittiske generalguvernören i Kanada där han var mycket populär och var väl sedd av befolkningen. När hans tjänsteperiod i Kanada var över utsågs han till brittisk försvarsminister perioden 1952–1954.